# Change UK
Change UK – The Independent Group (TIG) (dansk: Forandre Storbritannien – Den Uafhængige Gruppe) er et britisk EU-venligt parti, der blev stiftet i februar 2019, og som blev registreret officielt i april samme år.
Partiet blev startet den 18. februar 2019 af syv tidligere Labour-medlemmer af Underhuset. .

## Medlemmer af Underhuset
I slutningen af april 2019 har Change UK – The Independent Group 11 medlemmer i Underhuset. Dagen efter stiftelsen indmeldte der sig endnu et medlem fra Labour, og to dage efter meldte to konservative sig ind.

## Medlemmer af Europa-Parlamentet
Den 7. oktober 2017 blev MEP'erne Richard Ashworth og Julie Girling suspenderede fra den britiske konservative gruppe i Europa-Parlamentet, og den 28. februar 2018 forlod de Gruppen af Europæiske Konservative og Reformister til fordel for den kristendemokratiske gruppe.
Den 16. april 2019 tilsluttede Richard Ashworth og Julie Girling sig Change UK – The Independent Group.